# MOZAIKU NIGHT〜No.1 Music Factory〜
MOZAIKU NIGHT（モザイク・ナイト）は、千葉県のFM局、bayfmの深夜の時間帯で放送されていたラジオ番組である。
現在の放送時間は、1:00 - 3:00（月 - 水）、2:00 - 2:57（金）。
なお、ここではシリーズである『MOZAIKU NIGHT〜NO.1 MUSIC FACTORY〜』（モザイク・ナイト ナンバーワン・ミュージック・ファクトリー）についても説明する。

## 概要
『サイバーテレフォンリクエスト』『ARTIST PARADISE』から続くbayfm深夜の大型ワイド番組。『ARTIST PARADISE』と『MUSIC PULSE』を融合し、2001年4月、『MOZAIKU NIGHT』のタイトルで放送開始。当初は月曜日深夜から木曜日深夜の24:45 - 29:00の放送で、25:05、26:05、27:05のそれぞれの時間帯に30分日替わりの箱番組が設けられ、それを生出演している日替わりパーソナリティがつないでいくという構成だった（いわゆる「ブロックワイド」）。つないでいくという形態だったことからMOZAIKUと名づけられた。箱番組のパーソナリティの一部は前番組『ARTIST PARADISE』から続投。のち、28:05にも箱番組のパートが設けられ、この番組自体の放送時間が大きく変わると共に箱番組の数も変動。2005年4月からの半年間は一時日替わり制をやめ、月 - 木の全曜日でイマヤスがメインパーソナリティを務めた。
2005年10月からはこれまでの箱番組が全て単独番組となり月曜 - 木曜の25:00 - 25:30に移動、箱番組を持たない番組として『MOZAIKU NIGHT〜NO.1 MUSIC FACTORY〜』とタイトルを変更。同時に日替わりパーソナリティ制も復活した。この時から2007年3月まで約1年6か月間はパーソナリティの変動は無かった。
2008年4月から月曜日から水曜日の25:00 - 25:30のアーティスト枠を廃止し、30分拡張された（木曜日は以前と同様）。
2014年4月の番組リニューアルでは月曜日から水曜日の番組名が再び『MOZAIKU NIGHT』となった。木曜日は引き続き第1部が『MOZAIKU NIGHT〜NO.1 MUSIC FACTORY〜 TAKAKO'S EDITION』となっている。
2015年4月からは、木曜第1部の『MOZAIKU NIGHT〜NO.1 MUSIC FACTORY〜 TAKAKO'S EDITION』が金曜日26:00 - 26:57に移動し、『MOZAIKU NIGHT〜NO.1 MUSIC FACTORY〜 FRIDAY EDITION』となり、木曜2部の『CHOIFURU NIGHT』が終了し、『Song of Japan』として独立した。
金曜日以外は原則連日生放送で行われてきたが、2020年10月より、月 - 水曜日の放送形態が隔週生放送へと変更された。また、この改編では深夜帯が大きく変更され、番組自体が27時までに縮小、後半は音楽番組『78 musi-curate』へと変更した。
2023年3月をもって番組が終了。後番組として『78 musi-curate』が枠拡大し、金曜の『FRIDAY EDITION』は月曜深夜の『FAB NIGHT』へ変わった。

## 放送時間
- 2001年4月 - 2002年3月：24:45 - 29:00
箱番組パート：25:05、26:05、27:05からそれぞれ30分間（2001年10月からは28:05のパートが新設）
- 2002年4月 - 2003年3月：25:00 - 29:00
箱番組パート：25:15、26:15、27:15からそれぞれ30分間（2002年10月からは27:15のパートが無くなる）
- 2003年4月 - 2004年9月：24:00 - 28:00
箱番組パート：24:30、25:30、26:30からそれぞれ30分間
- 2004年10月 - 2005年3月：25:00 - 28:00
箱番組パート：25:30、26:30からそれぞれ30分間
- 2005年4月 - 同年9月：25:00 - 27:00
箱番組パート：25:30から30分間
- 2005年10月 - 2008年3月：25:30 - 28:53
- 2008年4月 - 2010年3月：25:00 - 28:53（月 - 水）、25:30 - 28:53（木）
- 2010年4月 - 2011年3月：25:30 - 28:53（月 - 水）、＜TAKAKO'S EDITION＞25:30 - 26:30／＜ユイユイパーティ＞26:30 - 28:53（木）
- 2011年4月 - 同年6月：25:00 - 28:53（月）、25:30 - 28:53（火 - 木）
- 2011年7月 - 同年12月：25:30 - 28:53（月 - 木）
- 2012年1月 - 同年6月：26:00 - 28:53（月）、25:30 - 28:53（火 - 木）
- 2012年7月 - 同年12月：26:00 - 28:53（月 - 水）、25:30 - 28:53（木）
- 2013年1月 - 同年4月：25:30 - 28:53（月, 木）、26:00 - 28:53（火, 水）
- 2013年5月 - 2014年3月：26:00 - 28:53（月 - 水）、＜TAKAKO'S EDITION＞25:30 - 26:30／＜チョイフルナイト＞26:30 - 28:53（木）
- 2014年4月 - 2015年3月：26:00 - 28:53（月 - 水）、＜TAKAKO'S EDITION＞26:00 - 26:57／＜CHOIFURU NIGHT＞27:00 - 28:53（木）
- 2015年4月 - 2016年9月：26:00 - 28:53（月 - 水）、＜FRIDAY EDITION＞26:00 - 26:57（金）
- 2016年10月 - 2019年3月：25:30 - 28:53（月 - 水）、＜FRIDAY EDITION＞26:00 - 26:57（金）
- 2019年4月 - 2020年9月：25:00 - 28:53（月 - 水）、＜FRIDAY EDITION＞26:00 - 26:57（金）
- 2020年10月 - ：25:00 - 27:00（月 - 水）、＜FRIDAY EDITION＞26:00 - 26:57（金）

## パーソナリティ

### MOZAIKU NIGHT

#### 2001年4月 - 2003年3月
- 月曜日：高杉'Jay'二郎
- 火曜日：森久保祥太郎
- 水曜日：小島嵩弘
- 木曜日：中村道生

#### 2003年4月 - 2005年3月
- 月曜日：Roni
- 火曜日：イマヤス
- 水曜日：宮原永海（2003年9月まで） → 野村美由希（2003年10月 - 2004年3月） → 丸山みづ紀（2004年4月 - 同年9月） → Roni（2004年10月 - 2005年3月）
- 木曜日：中村道生

#### 2005年4月 - 同年9月
- 月曜日 - 木曜日：イマヤス
- 木曜日：相原玲

#### 2014年4月 - 同年9月
- 月曜日：中村愛
- 火曜日：ALEXXX、長弘翔子
- 水曜日：浦野一美
  - 箱曜日は以下を参照

#### 2014年10月 - 2016年3月
- 月曜日：中村愛
- 火曜日：長弘翔子、八代拓
- 水曜日：浦野一美
  - 箱曜日は以下を参照

#### 2016年4月 - 2018年3月
- 月曜日：中村愛
- 火曜日：長弘翔子、八代拓
- 水曜日：イマヤス、ナラヨシタカ
  - 箱曜日は以下を参照

#### 2018年4月 - 2020年3月
- 月曜日：五明拓弥（グランジ）
- 火曜日：長弘翔子、仲村宗悟
- 水曜日：イマヤス、ナラヨシタカ
  - 箱曜日は以下を参照

#### 2020年4月 - 2021年3月
- 月曜日：五明拓弥（グランジ）
- 火曜日：長弘翔子、池田勝（ジグザグジギー）
- 水曜日：イマヤス、ナラヨシタカ
  - 箱曜日は以下を参照

#### 2021年4月 -
- 月曜日：五明拓弥（グランジ）
- 火曜日：池田勝（ジグザグジギー）、めがね（YouTuber）
- 水曜日：イマヤス、ナラヨシタカ
  - 箱曜日は以下を参照

### MOZAIKU NIGHT〜NO.1 MUSIC FACTORY〜

#### 2005年10月 - 2010年3月
- 月曜日：丸山みづ紀（2007年3月まで）→江藤麻由（2007年4月より）
- 火曜日：イマヤス、相原玲
- 水曜日：Roni
- 木曜日：中村貴子、J（第2週、2006年12月より）、田家秀樹（最終週、2008年3月まで）

#### 2010年4月 - 2011年3月
- 月曜日：Roni、駿河太郎
- 火曜日：イマヤス、Ray
- 水曜日：Roni、ZOCCO（第1週目）
- 木曜日：（TAKAKO'S EDITION）中村貴子、J（第2週）／（YUI YUI PARTY）久保田結衣

#### 2011年4月 - 2012年9月
- 月曜日: Roni
- 火曜日: イマヤス、Ray
- 水曜日: Roni
- 木曜日: ＜TAKAKO'S EDITION＞中村貴子、J（第2週）／＜ねむっぽ!! MU$DL(ミュードル)＞清浦夏実／＜チョイフルセレクション＞佐藤健一（SATOKEN）、栗原美季（CDラジオショッピングのみ）
  - 木曜後半の清浦パートの当初は「EVER POP」としての放送だった。2011年10月6日より「ねむっぽ!〜Next Music Power〜」に改題。さらに2011年12月1日から新パートナーに佐藤を迎えて現タイトルにリニューアル。2012年4月からコーナーが独立し、同時に佐藤が抜けて単独DJとなった。

#### 2012年10月 - 2014年3月
- 月曜日: Roni
- 火曜日: イマヤス・長弘翔子
- 水曜日: Roni
- 木曜日: ＜TAKAKO'S EDITION＞中村貴子、J（第2週）／＜MOZAIKU CHOI FURU NIGHT＞SATOKEN、AMEMIYA

#### 2014年4月 - 2015年3月
- 月曜日 - 水曜日：「MOZAIKU NIGHT」として放送
- 木曜日： ＜TAKAKO'S EDITION＞中村貴子、J（第2週）／＜MOZAIKU CHOIFURU NIGHT＞SATOKEN、AMEMIYA

#### 2015年4月 -
- 月曜日 - 水曜日：「MOZAIKU NIGHT」として放送
- 金曜日： ＜FRIDAY EDITION＞中村貴子、J（第2週）

## 箱番組のパーソナリティ

### 月曜日
- Do As Infinity◎◆ （2001年4月 - 2002年3月・25:05、2003年4月 - 2004年9月・24:30）
- ファンタ・ゼロ・コースター （2001年4月 - 2002年3月・26:05 →木曜日へ移動）
- Dicot （2001年4月 - 2002年3月・27:05）
- 笹川美和 （2001年10月 - 2002年3月・28:05）
- P.I.MONSTER （2002年4月 - 2003年9月・25:15→25:30）
- DOMINO88 （2002年4月 - 同年9月・26:15 ←火曜日から移動）
- シュリーマン （2002年4月 - 同年9月・27:15）
- サンダルバッヂ （2002年10月 - 2003年9月・26:15→26:30）
- 東京60WATTS （『長いものには巻かれたい』2003年10月 - 2005年3月・25:30）
- SAKURA （2003年10月 - 2004年3月・26:30）
- かわらだユタカ （2004年4月 - 同年9月・26:30）
- 東真紀 （『ちいさなクローバー』2004年10月 - 2005年9月・26:30→25:30、単独番組として2006年3月まで放送）
- 星野みちる （『星野みちるの起きてられない!』2014年4月 - 2015年3月・27:00）
- 星野みちる （『星野みちるの今夜も最高かー！』2017年4月 - ・27:00）

### 火曜日
- 木村世治（ZEPPET STORE）◎ （2001年4月 - 2002年3月・25:05）
- Keno◎ （2001年4月 - 同年9月・26:05）
- 長谷川都◎ （2001年4月 - 同年9月・27:05）
- 鳳山雅姫 （2001年10月 - 2002年9月・26:05→26:15）
- Hermann H.&The Pacemakers （2001年10月 - 2002年9月・27:05→27:15 →水曜日へ移動）
- DOMINO88 （2001年10月 - 2002年3月・28:15 →月曜日へ移動）
- 坂本真綾 （『ビタミンM (ラジオ番組) 』2002年4月 - 2005年3月・25:15→25:30、この後単独番組となり現在も放送中）
- ナイル （2002年10月 - 2003年3月・26:15 ←水曜日から移動）
- FLAME◆ （2003年4月 - 2004年9月・24:30）
- MILKRUN （2003年4月 - 2004年3月・26:30）
- Nao 2004年4月 - 同年9月・26:30）
- BLUE AGE ORCHESTRA　（2004年10月 - 2005年3月・26:30）
- ビリケン （『ビリケンどらいぶ』2005年4月 - 同年9月・25:30、単独番組として2006年3月まで放送）
- YOKE・織田千穂（『Steinberg presents Sound Roster』2015年4月 - 2016年3月・26:30）

### 水曜日
- FANATIC◇CRISIS◎◆ （2001年4月 - 2002年3月・25:05、2003年4月 - 2004年9月・24:30）
- 井手麻理子◎ （2001年4月 - 2002年9月・26:05→26:15）
- シェキドル◎ （2001年4月 - 2002年3月・27:05）
- アモン （2001年10月 - 2002年3月・28:05）
- MAMALAID RAG （2002年4月 - 同年9月・25:15）
- ナイル （2002年4月 - 同年9月・27:15 ←火曜日へ移動）
- Hermann H.&The Pacemakers （2001年10月 - 2002年9月・27:05→27:15 →水曜日へ移動）
- 太陽族 （2002年10月 - 2003年9月・26:15→26:30）
- SOFFet （『RADIO CARNIVAL』2003年10月 - 2005年3月・25:30、この後火曜日に移動し単独番組となり現在も放送中）
- 『おれたちイジワルケイ』 （2003年10月 - 2004年9月・26:30）
- サザンハリケーン （2004年10月 - 2005年3月・26:30）
- エイジアエンジニア （『おしゃべりオシャレディオ』2005年4月 - 同年9月・25:30、この後単独番組となり2008年3月まで放送）
- 竹本洋介 （『Thank For The Music』2014年4月 - 9月・27:00）
- LiLi（『無茶ぶりLiLi』（2014年10月 - 2016年3月・第4水曜日を除く27:00、2014年10月・11月は第2水曜日のみの放送）
- 蘭華（『スナック蘭華』）（2014年10月 - ・第4水曜日27:00）
- Lighter190E（『言葉足らずでアイラブユー』）（2016年5月 - ・第2水曜日27:00）

### 木曜日
- キリンジ◎ （2001年4月 - 同年9月・25:05）
- Vlidge◎ （2001年4月 - 2002年3月・26:05）
- TOMATO CUBE◎ （2001年4月 - 同年9月・27:05）
- FAIRY FORE（2001年10月 - 2002年3月・25:05）
- 高実華子 （2001年10月 - 2002年3月・27:05）
- ビッグ2ハンド （2001年10月 - 2002年3月・28:05）
- 小原明子 （2002年4月 - 2003年3月・25:15）
- ファンタ・ゼロ・コースター （2002年4月 - 2003年3月・26:15 ←月曜日へ移動）
- ルルティア （2002年4月 - 同年9月・27:15）
- CUNE◆ （2003年4月 - 2004年9月・24:30）
- レオナ（『Music Bank』2003年4月 - 2005年9月・25:30、この後単独番組となり2006年12月まで放送）
- ZZ （『Na・Na・Na・Now Young』2003年4月 - 2005年3月・26:30）

- ◎ - 前番組『ARTIST PARADISE』から続投
◆ - 2002年4月―2003年3月の間は『ベイリズミックス・ターボ!』（月 - 木24:30 - 25:00）のパーソナリティ

## コーナー

### 現行放送のもの
全曜日共通
- NEXT POWER ON! - 3時台中盤。千葉をはじめとするインディーズアーティストの楽曲を紹介していく。年に数回、当コーナーにエントリーしたアーテイストによる「NEXT POWER ON! LIVE」と題したライヴイベントを行う。
- ゲストコーナー - おおむね2時台。
- Weather Updates - 月曜と水曜の4時30分ごろ。ただし汎用BGMは使っていない。

MOZAIKU NIGHT（月曜日。通称『ゴメマン』）・・・五明拓弥(グランジ)
・大喜利-深夜4時に開かれる、お題にそってぼけていくリスナーがボケを出すコーナー。
MOZAIKU NIGHT（火曜日。通称『モザチュー』）・・・長弘翔子&仲村宗悟
- ラジオドラマ - 2:00の時報明け。概ね1年ごとに作品が更新される概ね8分のラジオドラマ。
  - 『ガーゴイル・ガール』 - 当時は3時スタート。一般人のルルがガーゴイルの世界に迷い込むことからストーリーが始まる。主題歌はタカハシコウスケが担当。2018年5月 - 2019年3月。
  - 『ガーゴイル・ガール2』 - 上記の続編。主題歌はタカハシコウスケが担当。2019年5月 - 。
- あえてこのニュース - 2019年4月に新設。コアなマニアックなニュースをピックアップ
- ミッドナイトアフレコ - 2018年4月より。日常生活で当たり前にあるモノ、あるいは自分で文章を考えて送ってもらったものをアフレコする
- ナガショー　官能小説の世界 - ナガショーが自作の官能小説を生放送で披露。2019年4月 - 。
- ながしょーのこんな動画とってみた - リスナーから「こんな動画が見たい」というイメージのメールを募集し、仲村宗悟監督が脚色、女優・長弘翔子が演じたショートムービーを公開する
- 真夜中のテレフォンコール - 眠れないリスナーとの生電話

MOZAIKU NIGHT（水曜日。通称『もざすい』）・・・イマヤス&ナラヨシタカ（別名：ナラシコル）
- NEXT POWER RADIO - 1:30〜1:50に放送。これまで毎週日曜深夜の『NEO STREAM NIGHT』で放送されていたが、2019年3月で終了したため移動してきた。全曜日共通の「NEXT POWER ON!」出演のアーティストから1組が登場し3か月間番組を担当する。
- 茶番 - 特にコーナー名を打たずに3時台後半に突然始まるが、2人はこのように形容する。リスナーがリクエスト曲と台本を送ってくるが、2人が全く読み込まないまま台本を読むうえ、このパートで選曲するナラヨシタカは話の流れとは全く関係ない懐かしめのアニソンをかける。
- YOUR SHOUT!! - リスナーがパーソナリティの2人に叫んでほしいセリフを送ってくるだけだったが、のちにディレクターの嫁やAD、営業部の女性などに対象が変わっている。このコーナーを中心にDJ TSUYOSHIがしょっちゅうネタにされ、「TSUYOSHI」と呼ぶたびにナラが「『さん』な」「『さん』つけろ」とフォローしている。
- ネクスト・パワード・オン - すでに世の中にある言葉を番組オリジナルの表現に言い換えるコーナー。NEXT POWER ONをオマージュしているのでジングルや手法はそのまま則っている。
- 妄想野郎bayチーム - お題のシチュエーションを妄想して大喜利的な答えを送ってもらう
- モケイパドックの迷彩教育 - 1:30に放送。八千代市のエアソフトガン専門店「モケイ　パドック」がスポンサーに就いている。

### 過去のもの
MOZAIKU NIGHT（月曜日）・・・Roni
- Roboの検証 - アナログ検証ロボ・コダイラー（長野出身）が番組中に随時登場して紹介するリスナーアンケート。
- Roniのお題 - 「お題」付きのリクエスト毎週番組モバイルサイトで曲がアップされる。その曲の後に「かかったら気持ちが良い曲」リスナーがセレクトする。
- Roniの宴 - 4時台。いわゆる『ジャストインタイムリクエスト』であり、リスナーがリクエストともに時間指定をする。

MOZAIKU NIGHT（水曜日）・・・Roni
- ゲストコーナー - 2時台と3時台で一人ずつ呼ぶ

MOZAIKU CHOI FURU NIGHT（木曜2部）
番組のルーツは清浦夏実の「ねむっぽ!シリーズ」にSATOKENが加入した際に懐メロを掛けるようになったところ。2012年4月からコーナーが独立「チョイフル・セレクション」として独立した。その際に現在まで続く「CDラジオショッピング」がはじまったものの当時は栗原美季の担当。
2012年10月、AMEMIYAが参加することになり、MOZAIKU CHOI FURU NIGHTへと改題した。
ここでの「CHOI FURU＝ちょいふる」とは概ね70年代から90年代前半までを指す。
MOZAIKU NIGHT（月曜日。通称『モザマン』）・・・中村愛
- プロジェクトFAX - 2017年4月-。この月曜ではメールやTwitterでのメッセージ募集の他、時代の逆を行くFAXでもメッセージを募集している。bayfmの報道センターにFAXが設置してあり、ちぇりズミ汁の介(AD:小泉)という男がメッセージを待機している。
- 楽しいオマンティス村 - 2017年5月-。中村愛が村長という設定でちょいエロな村を作っていくコーナー。毎週テーマが変わり、交通機関や法律など下ネタを交えて決めていく。
- 媚び売りの少女・愛 - 2017年4月-。毎回媚比こび太という男と電話をつながれ、中村愛のブログやTwitterから媚びを売ったのではないかという疑惑のあるものを掘り返し中村愛に赤っ恥をかかせていく。リスナーからは自分が日常で最近媚びたことを募集する。BGMは小公女セーラの主題歌を使っている。
- ザッツ・雑村愛 - 2017年4月-。雑村愛さんが日常でやってしまう雑なことを募集し、自分を見直していくコーナー。
- 中村先生のシッタカ講座 - 2017年4月-。何でも知っているという中村先生に何でも聞いてしまおうというコーナー。リスナーから日々疑問に思っていることを募集し、中村愛がアドリブで説明していく無茶ぶりコーナー。説明にディレクターの桜井が納得すると、中村先生の声がするファンファーレが流れ、納得がいかなかった場合カラスの鳴き声のようなNG音が流れる。中村愛が一番苦手なコーナー。BGMにはキテレツ大百科の「お料理行進曲」が流れる。
- 中村ムラムラ紫 - 日常にある紫色をフィーチャーしたコーナー。番組からもピックアップされ乗り物や機械などの音声が流れる。そしてこのコーナーはクソクイズという雑なクイズが出題され、それを中村愛が答える。BGMには八神純子の『パープルタウン』が使われている。
- DJ弥生の朝焼けニャンニャン - 4時台最初のコーナー。リスナーや著名人に電話を繋ぎ、どれだけ猫になりきれたかをDJ弥生が審査する。2次審査もあり、「猫です。」という声を聞いてそれをリスナーがモノマネしてDJやよいが納得すれば合格となる。合格すれば会員番号が与えられる。
- 愛の戦士スケトルマン - 正義の味方をテーマに曲をリクエストするコーナー。アニメに、特撮ヒーロー、時代劇に、刑事ドラマ、etc...

MOZAIKU NIGHT（火曜日。通称『モザチュー』）・・・長弘翔子&八代拓
- ラジオドラマ - 3:00の時報明け。概ね1年ごとに作品が更新される概ね8分のラジオドラマ。『かもめラジオの世界』以降はオリジナルであることからFacebookページで聴けるようにしている。
  - スピンオフラジオドラマ『オダキュー!! 〜Oda Cue's Music〜』 - 2015年4月-2016年3月。『別冊少年マガジン』で連載された『フジキュー!!! 〜Fuji Cue's Music〜』の公式スピンオフラジオドラマ。音楽ユニット感傷ベクトルの春川三咲が脚本、田口囁一が監修を務める。織田久役が八代、雨原麻耶役が長弘。放送終了後にFacebookページで聴ける。
  - 『かもめラジオの世界』 - 2016年4月-。
  - 『パープル・スカイ』 - 2017年5月-。
- おねだりラブボアワー - 2015年6月までさまざまなものを擬人化する「擬人化してみました」に変わって翌7月開始。異性リスナーから募集した「言ってほしいセリフ」を『おねだりラブボイス』として読み上げていく。2017年9月終了。
- 取説!西野カナじゃない方(仮) - 2017年10月から。商品の取扱説明書やキャッチコピーの文面にキャラクターを設定させて読ませる。

- Steinberg presents Sound Roster - 2015年7月-2016年3月。26:30-26:55に放送のフロート番組。DJはYOKE/織田千穂。

### 特別番組
MOZAIKU NIGHT 新春イケボ SPECIAL 令和だよ!イイ声出してイキまSHOW
- 2020年1月1日の新春特別番組の一環で放送。火曜日の長弘と仲村がメインパーソナリティとなり、bayfmでパーソナリティを務めたり、場そのほか男性声優からのコメントとオールアニソンリクエストで放送された。